# Puccinia helianthi
Puccinia helianthi är en svampart som beskrevs av Schwein. 1822. Puccinia helianthi ingår i släktet Puccinia och familjen Pucciniaceae.   Inga underarter finns listade i Catalogue of Life.